# Vattuminskning

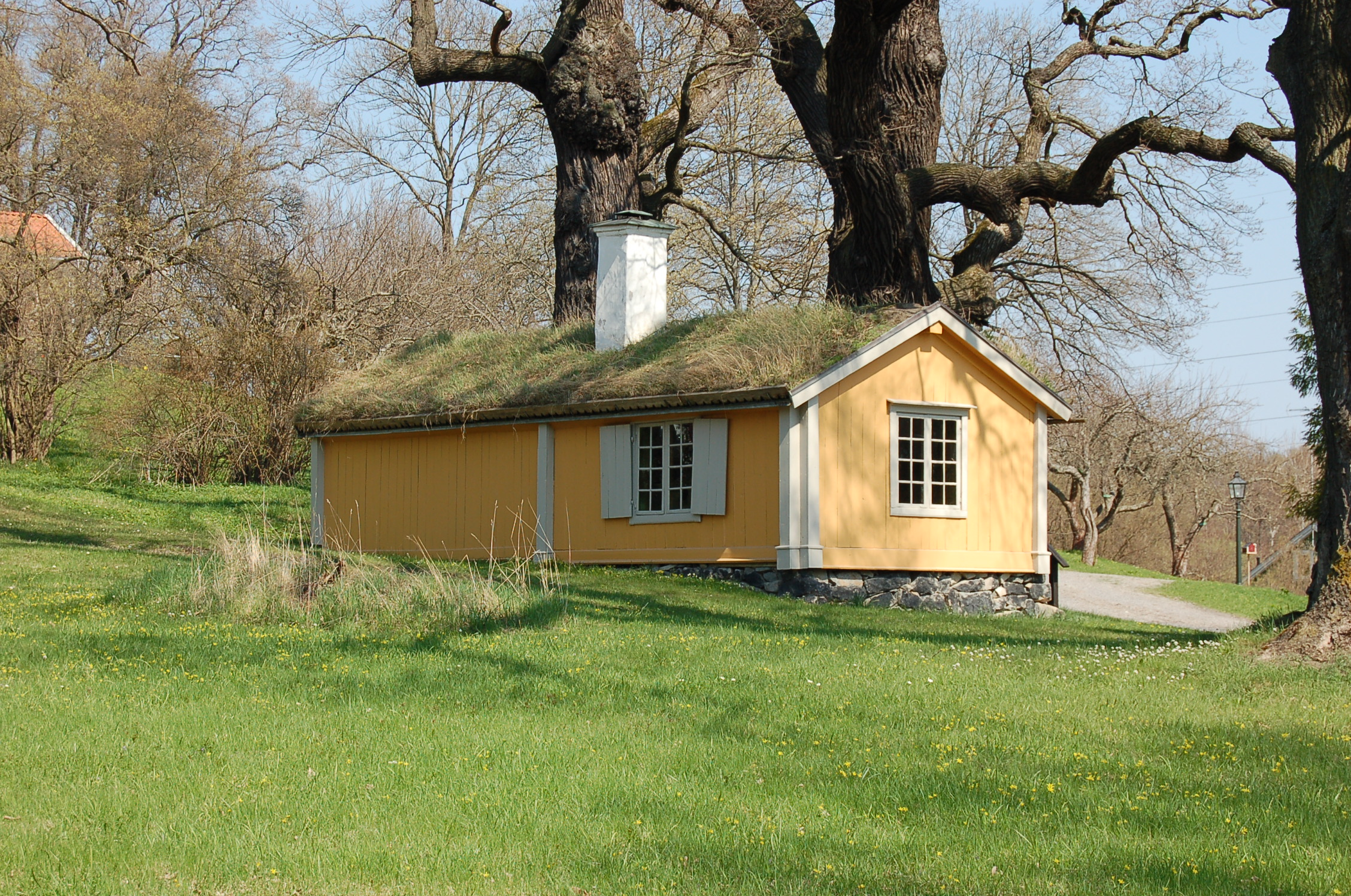
Karl XI:s fiskarstuga i Stockholm ligger i modern tid över 100 meter från vattnet

Vattuminskning  är en äldre teori för att förklara att havsytans nivå tycktes sjunka över tiden. Slutsatsen att vattennivån sjunker baserades dels på att gamla båtleder inte var farbara längre utan successivt grundades upp, dels att strandförskjutningen lämnade ny mark att bruka. Det innebar att man tvingades flytta hamnar, till exempel Piteå fem kilometer efter 45 år, och Luleå tio km efter 28 år. Tvister kunde även uppstå om äganderätt till nya skär och hällar, vilka har betydelse för säljakt och fiske.
Den förste att dokumentera den fennoskandiska landhöjningen var Ericus Erici Sorolainen, biskop i Åbo 1621. Redan 1669 visade den danske naturforskaren Nicolaus Steno genom undersökningar att jordytans stratigrafi och tillväxt kunde ha formats genom avsättningar i vatten, och ändrat läge genom förändringar i jordskorpan. Hans forskning fick dock mycket liten betydelse i Norden.
Urban Hiärne menade att vattennivån sjönk, dels som en följd av uppgrundning genom snäckor och havsväxter, dels genom att de danska sunden vidgades och därigenom släppte ut mera vatten i Nordsjön. Han hävdade att snäckskal på land och uppgrundning bevisade att Östersjön tidigare stått högre, vilket startade den ryktbara striden om vattuminskningen på 1700-talet. Emanuel Swedenborg menade att Sverige efter syndafloden varit täckt av vatten en längre tid. Man antog att vattnet nu sjönk mot ekvatorn genom att jorden snurrade långsammare, och att månens dragningskraft därför som en följd av längre intervaller mellan påverkansperioderna inte hade samma grepp om vattnet som tidigare. Anders Celsius sökte förklaringen till den sjunkande vattennivån i en astronomisk teori, och beräknade den till en meter på hundra år. Andra teorier som Celsius presenterar var avdunstning från haven som sedan faller som regn och binds i jorden, eller hål i havsbotten där vattnet silar ned. Vid ett besök vid Lövgrundet utanför Gävle 1731 lät han hugga in ett medelvattenståndsmärke.
Carl von Linné noterade förekomsten av fossil av havslevande organismer i Dalarna och Hälsingland. Liksom andra sökte han förklaringen i den bibliska historien. Enligt honom skulle paradiset ursprungligen varit en ö som sedan vuxit till kontinenter genom att vattnet sjunkit undan. Han antog även att uppgrundningsprocesser bidrog till landhöjningen. Så antogs sargassotången genom att stilla vågorna och sin egen förmultning bidra till landhöjningen. Sargassotången skulle enligt Linné tidigare ha varit vanlig i Skandinavien.
Vattenminskningsläran väckte anstöt i kyrkliga kretsar eftersom den ansågs strida mot bibeln, och förklarades av prästerskapet vid 1747 års riksdag vara "en hypothes, som icke är bepröfwad, riktig och pålitelig, icke eller kan blifwa stående". Biskop Johan Browallius i Åbo, teolog och professor i fysik och botanik, gav 1755 ut Betänkande om vattuminskningen, hvaruti denna läran efter den heliga skrift, naturens lagar och förfarenheten pröfvas. Samt oriktig befinnes. Enligt honom berodde vattuminskningen på att syndaflodens vatten fortfarande höll på att dra sig tillbaka.
1765 framförde Efraim Otto Runeberg och Bengt Ferner  oberoende av varandra att vattennivåns förändring var kopplad till jordytans rörelser. Dessa tankar vann dock inte allmän spridning. John Playfair och Charles Lyell försökte i början av 1800-talet förklara landhöjningen. Den senare besökte även Sverige i sina studier, men deras enda slutsats var att det var tveksamt om det verkligen förekom någon konstant landhöjning.
Jöns Jacob Berzelius hade tillsammans med Léonce Élie de Beaumont utarbetat en teori om att jorden en gång i tiden varit glödande och sedan långsamt avsvalnat. Med hjälp av denna teori försökte han förklara landhöjningen. Avsvalningen skulle innebära att jorden krymper och jordskorpan därvid skrynklar sig. Detta skulle innebära att vissa partier av jordskorpan höjs och andra sänks.
Den berömde skotske geologen Charles Lyell besökte 1834 Celsius nivåmärke utanför Gävle för att undersöka "den svenska vallens höjning" och kunde då se att landet höjt sig 90 cm på lite mer än 100 år. Han konstaterade att det var frågan om en verklig landhöjning som pågick kontinuerligt och att den var störst i norr och minskade successivt för att upphöra längst i söder. Genom att bestämma åldern på Lyells ek på Norra Djurgården i Stockholm tillsammans med den närbelägna Fiskartorpseken försökte Lyell beräkna vattuminskningen. Han ansåg med sin driftteori att stora flyttblock och stenar flyttats därför att de fastfrusna i is transporterats iväg av en väldig syndaflod, men han gjorde ingen koppling mellan isen och vattuminskningen.
Den schweizisk-amerikanske zoologen och geologen Louis Agassiz var den förste som 1840 efter flera års undersökningar lade fram tanken att större delen av norra halvklotet varit täckt av stora ismassor. Dessa tankar fann dock till en början mycket litet stöd. Hampus von Post, Axel Erdmann och Otto Torell var de som främst bidrog till glacialteorins accepterande.
Thomas Jamieson framlade slutligen 1865 den teori som idag anses förklara den postglaciala landhöjningen, nämligen att jordskorpan är elastisk och känslig för belastningen av stora ismassor. Gerhard De Geer, som anslöt sig till Jamiesons förklaringsmodell kom att utföra de första pionjärinsatserna inom forskningen om landhöjningen.